# Jan Marijnissen
Johannes Guillaume Christianus Andreas "Jan" Marijnissen ( Jan Marijnissen (?·pàg.)) (Oss, 8 d'octubre de 1952) és un polític neerlandès. És cap del Partit Socialista des del 1988.

## Inicis
Fou membre del Moviment d'Unitat Comunista dels Països Baixos (marxista-leninista) a començaments dels anys 1970, i el 1972 ingressà al Partit Socialista. Va deixar l'escola sense graduar.se, i entre 1974 i 1985 treballà com a soldador i amb el seu partit fou membre del consell municipal d'Oss el 1976-1993, sent el regidor més jove dels Països Baixos, i membre dels Estats Provincials del Brabant del Nord el 1987-1989. Durant aquests anys es va distingir per dirigir les campanyes contra els abocadors contaminants, cosa que va aconvertir Oss un dels principals bastions de l'esquerra neerlandesa. A les eleccions legislatives neerlandeses de 1994 fou elegit diputat per primer cop, i ha estat portaveu parlamentari del partit fins al 2008. També va dirigir la campanya del no al tractat pel qual s'establix una Constitució per a Europa de 2005.
Sota el seu lideratge, el Partit Socialista es va convertir en el tercer partit parlamentari a les eleccions legislatives neerlandeses de 2006. El 2008 va renunciar com a líder polític del Partit Socialista per motius de salut.

## Carrera política
Marijnissen ha estat el president i líder al parlament del SP des de 1989. Es diu que apel·la a l'home comú, pel seu ús d'un llenguatge senzill. La seva crida s'explica també per alguns observadors per la seva capacitat de presentar-se com un socialisme com a alternativa social més vàlida que la del PvdA, que ha passat a una direcció tercera via més centrista advocant per les reformes de l'estat del benestar sota el lideratge del primer ministre Wim Kok i l'anomenat govern porpra (1994-2002).
Els crítics de Marijnissen afirmen que el seu estil és de lideratge autoritari, perquè es presumeix que manté un estricte control sobre el seu partit. També menyspreen la seva defensa tenaç, pròpia de l'esquerra tradicional, del sistema de seguretat social neerlandès malgrat les pressions de la globalització. Alguns crítics titllen Marijnissen de populista d'esquerra. Tanmateix, sota el seu lideratge el partit ha passat de ser "una federació de seccions locals" a un partit amb un clar programa nacional, activitats a nivell nacional organitzat i perfil nacional.
Des de 1994, quan el SP va fer el gran abans d'obtenir representació a la Tweede Kamer, Marijnissen ha estat president del grup parlamentari del partit. D'obtenir 2 dels 150 escons en aquestes primeres eleccions, el suport al seu partit ha augmentat lenta però constantment. A les eleccions legislatives neerlandeses de 1998 el Partit Socialista va augmentar la representació a 5 escons, i d'aquests a 9 escons a les eleccions de 2002. A les eleccions legislatives neerlandeses de 2003, convocades 87 dies després de la caiguda del primer govern Balkenende, va mantenir estable el nombre d'escons i semblava haver tocat sostre, tot i que alguns sondejos vaticinaven que podia duplicar la representació.
Després de les eleccions de 2004 sorgí un conflicte entre Jan Marijnissen i Ali Lazrak quan aquest es nega a doblegar-se a un acord que requeria que tots els càrrecs del SP donessin part del seu salari. Lazrak acusà Marijnissen acusats de comportament dictatorial, i com fallà l'intent de resoldre la situació Lazrak deixà el partit el 2 de febrer de 2004.
Pel febrer de 2006 les enquestes donaven al partit el 9,5% dels votrs a les eleccions municipals. Després de la fi del tercer govern Balkenende es convocaren les eleccions legislatives neerlandeses de 2006, en les que el Partit Socialista augmentà la seva representació a 25 escons, el tercer partit. El seu nombre d'afiliats augmentà a 50.000
El 2006 la majoria dels membres del Parlament van votar a favor de la seva idea de construir un Museu Històric Nacional dels Països Baixos. El 2007 el ministre de Cultura va decidir que la seu estaria la ciutat d'Arnhem.
El 17 juny de 2008 Marijnissen anunciàla seva dimissió com a president del grup SP a la Tweede Kamer per motius de salut. No obstant això, segueix sent membre de la Tweede Kamer i president del Partit Socialista.

## Obres

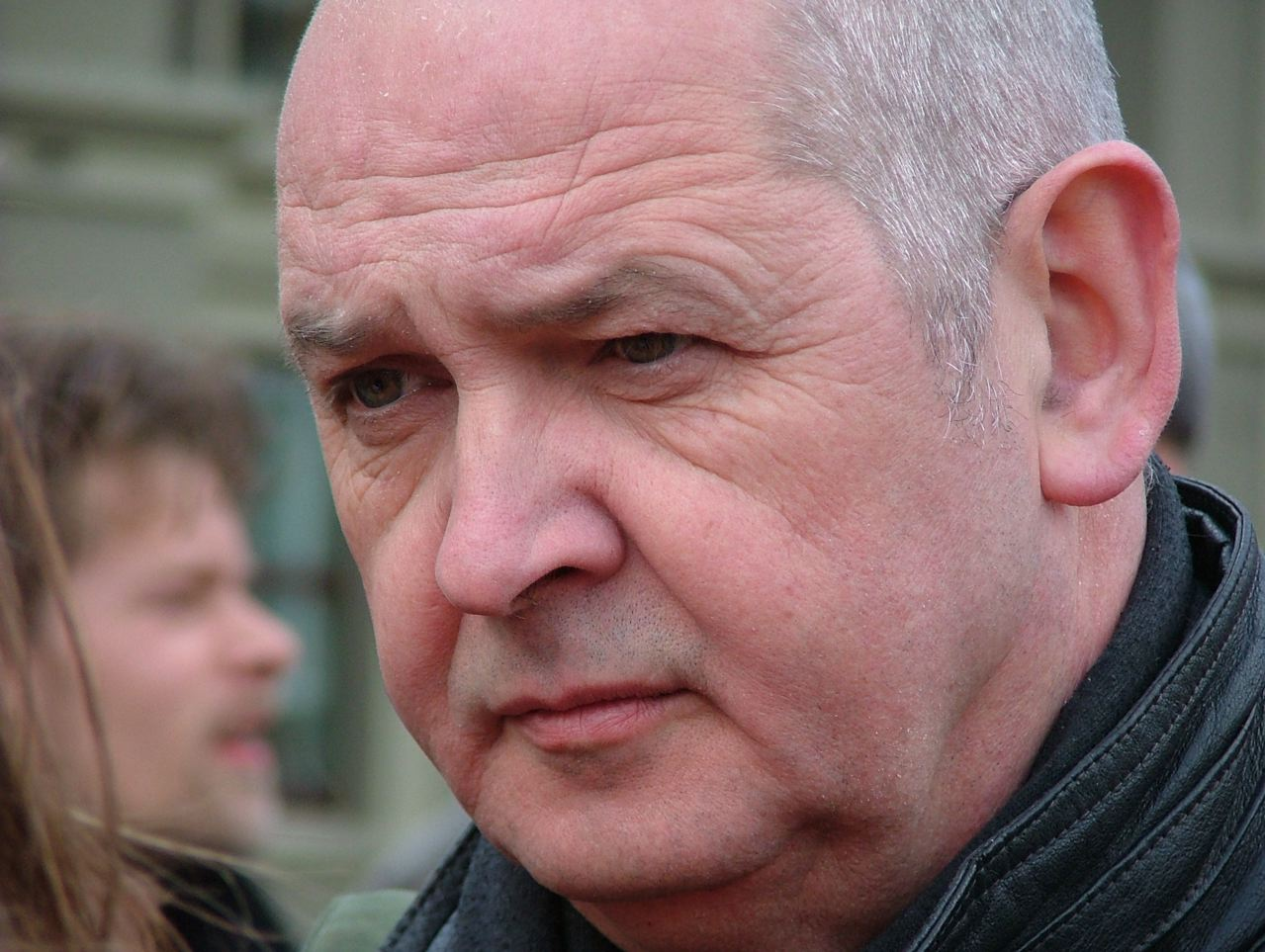
Marijnissen el 2007

- Samenleven kan je niet alleen Arxivat 2011-09-30 a Wayback Machine. (No podem viure junts sols), SP, (1993). (ISBN 9-0801-7771-7)
- Tegenstemmen, een rood antwoord op Paars Arxivat 2011-11-05 a Wayback Machine. (Votar en contra, una resposta roja al porpra), (Amsterdam/Antwerp: L.J. Veen, 1996). (ISBN 9-0254-0860-5). Es pot aconseguir en anglès amb el títol Enough! A socialist bites back. El 2006 s'hi afegiren tres capítols a manera de conclusió en la versió anglesa. El 2007 el llibre es va vendre a Grècia sota el títol Αρκετά! Arxivat 2016-03-03 a Wayback Machine.. (Atenes: Antilogos, 2007). (ISBN 978-960-89490-4-1)
- Effe Dimmen! Een rebel in Den Haag Arxivat 2011-09-30 a Wayback Machine.. (Amsterdam/Antwerp: L.J. Veen, 1998). (ISBN 9-0204-5766-7).
- De laatste oorlog: Gesprekken over de nieuwe wereldorde Arxivat 2011-11-05 a Wayback Machine. (L'última guerra), (Amsterdam/Antwerp: L.J. Veen, 2000). (ISBN 9-0204-6022-6). Escrit amb Karel Glastra van Loon. Una sèrie d'entrevistes amb experts com ara Lord Carrington, Sir Michael Rose, Hans van den Broek, Noam Chomsky, Rob de Wijk i Georgi Arbatov sobre conflictes internacionals amb atenció especial al rol neerlandès en aquests conflictes.
- Schrale Rijkdom: De erfenis van acht jaar Paars Arxivat 2011-09-30 a Wayback Machine. (Pobre Riquesa), (Ketch-up Press, 2002). (ISBN 9-0771-3301-1).
- Nieuw Optimisme Arxivat 2007-12-12 a Wayback Machine. (New Optimism), (Aspekt, 2003).
- Hoe dan, Jan (Però com, Jan?), (Amsterdam/Antwerp: L.J. Veen, 2005). Dos periodistes neerlandesos escriuen un llibre a l'estil pregunta/resposta sobre com dur a la pràctica les idees de Marijnissen.
- Waar historie huis houdt (Quan la història viu), (Rap, 2005). A més de la seva petició a favor d'un Museu Històric Nacional dels Països Baixos, Jan Marijnissen revela el seu interès per la història i la seva importància per al país i la seva cultura.